# Giải Wolf về Nghệ thuật
The Giải Wolf về Nghệ thuật (tiếng Anh: Wolf Prize in Arts) là một trong các giải thưởng của Quỹ Wolf được trao hàng năm, dành cho những đóng góp xuất sắc về Nghệ thuật. Giải này được thiết lập từ năm 1978. Các giải thưởng khác của Quỹ Wolf là Giải Wolf về Nông nghiệp, Giải Wolf về Hóa học, Giải Wolf về Toán học, Giải Wolf về Y học và Giải Wolf Vật lý. Giải này được trao luân phiên giữa các ngành hội họa, âm nhạc, kiến trúc và điêu khắc.

## Các người đoạt giải[1]
| Năm    | Lãnh vực  | Người đoạt giải                               | Nước                                    |
| ------ | --------- | --------------------------------------------- | --------------------------------------- |
| 1981   | Hội họa   | Marc Chagall Antoni Tapies                    | Russian Empire / Pháp · Tây Ban Nha     |
| 1982   | Âm nhạc   | Vladimir Horowitz Olivier Messiaen Joseph Tal | Russian Empire / Hoa Kỳ · Pháp · Israel |
| 1983/4 | Kiến trúc | Ralph Erskine                                 | Anh Quốc / Thụy Điển                    |
| 1984/5 | Điêu khắc | Eduardo Chillida                              | Tây Ban Nha                             |
| 1986   | Hội họa   | Jasper Johns                                  | Hoa Kỳ                                  |
| 1987   | Âm nhạc   | Isaac Stern Krzysztof Penderecki              | Hoa Kỳ · Ba Lan                         |
| 1988   | Kiến trúc | Fumihiko Maki Giancarlo De Carlo              | Nhật Bản · Ý                            |
| 1989   | Điêu khắc | Claes Oldenburg                               | Thụy Điển / Hoa Kỳ                      |
| 1990   | Hội họa   | Anselm Kiefer                                 | Đức                                     |
| 1991   | Âm nhạc   | Yehudi Menuhin Luciano Berio                  | Hoa Kỳ / Anh Quốc · Ý                   |
| 1992   | Kiến trúc | Frank Gehry Jørn Utzon Denys Lasdun           | Canada / Hoa Kỳ · Đan Mạch · Anh Quốc   |
| 1993   | Điêu khắc | Bruce Nauman                                  | Hoa Kỳ                                  |
| 1994/5 | Hội họa   | Gerhard Richter                               | Đức                                     |
| 1995/6 | Âm nhạc   | Zubin Mehta György Ligeti                     | Ấn Độ · Áo                              |
| 1996/7 | Kiến trúc | Frei Otto Aldo van Eyck                       | Đức · Hà Lan                            |
| 1998   | Điêu khắc | James Turrell                                 | Hoa Kỳ                                  |
| 1999   | Hội họa   | Không trao giải                               |                                         |
| 2000   | Âm nhạc   | Pierre Boulez Riccardo Muti                   | Pháp · Ý                                |
| 2001   | Kiến trúc | Álvaro Siza                                   | Bồ Đào Nha                              |
| 2002   | Điêu khắc | Không trao giải                               |                                         |
| 2002/3 | Hội họa   | Louise Bourgeois                              | Pháp / Hoa Kỳ                           |
| 2004   | Âm nhạc   | Mstislav Rostropovich Daniel Barenboim        | Nga · Argentina / Israel                |
| 2005   | Kiến trúc | Jean Nouvel                                   | Pháp                                    |
| 2006   | Điêu khắc | Không trao giải                               |                                         |
| 2006/7 | Hội họa   | Michelangelo Pistoletto                       | Ý                                       |
| 2008   | Âm nhạc   | Giya Kancheli Claudio Abbado*                 | Gruzia · Ý                              |
| 2010   | Kiến trúc | David Chipperfield Peter Eisenman             | Anh Quốc · Hoa Kỳ                       |
| 2011   | Hội họa   | Rosemarie Trockel                             | Đức                                     |
| 2012   | Âm nhạc   | Plácido Domingo Simon Rattle                  | Tây Ban Nha · Anh Quốc                  |
| 2013   | Kiến trúc | Eduardo Souto de Moura                        | Bồ Đào Nha                              |
| 2014   | Điêu khắc | Olafur Eliasson                               | Đan Mạch                                |
| 2015   | Âm nhạc   | Jessye Norman Murray Perahia                  | Hoa Kỳ · Israel / Hoa Kỳ                |

- Abbado không hiện diện trong buổi lễ trao giải, do đó không đoạt giải trong năm này. Quỹ Wolf sẽ xem xét quyết định liệu có trao giải cho ông trong năm tới hay không.